# Haematopota fairchildi
Haematopota fairchildi är en tvåvingeart som beskrevs av Xu 1999. Haematopota fairchildi ingår i släktet Haematopota och familjen bromsar. Inga underarter finns listade i Catalogue of Life.